# Dionisie Popa
Dionisie Popa (* 19. Mai 1938 in Klausenburg; † 2005 in Bukarest) war ein rumänischer Glaskünstler und -designer. Er zählte zu den bedeutendsten seines Landes.

## Leben
Nach dem Abschluss der Grundschule sowie des Gymnasiums in Blaj, fing Dionisie Popa ein Glasdesignstudium an der Nationalen Universität der Künste Bukarest (damals Institutul de Arte Plastice „Nicolae Grigorescu“) an und absolvierte es 1970. Anschließend ließ er sich bis zu seinem Lebensende in Bukarest nieder.

## Werk in der Öffentlichkeit
Dionisie Popa schuf unter anderem eine überdimensionierte Glasspinne für den Park in Făgăraș, beteiligte sich an der Erstellung sowie Designens der Beleuchtungskörper des Bukarester Nationaltheaters Ion Luca Caragiale (Teatrul Naţional Ion Luca Caragiale) und kreierte die Gründungstafel des Kraftwerks Eisernes Tor 1 am Kraftwerk Eisernes Tor 1 an der Donau.

## Preise
- 1977: Ehrendiplom des Coburger Glaspreises
- 1984: Premiul Artiştilor Plastici din România pentru Artă Decorativă (Preis der Bildender Künstler aus Rumänien für dekorative Kunst), Bukarest
- 1997: Premiul Muzeului Naţional Cotroceni (Preis des Nationalmuseums Cotroceni), Bukarest

## Ausstellungen (Auswahl)

### Personalausstellungen
- 1981: Accademia di Romania, Rom
- 1992: Gerhart-Hauptmann-Haus, Düsseldorf
- 1996: Gerhart-Hauptmann-Haus, Düsseldorf
- 1999:  Brukenthal-Museum, Hermannstadt, Rumänien (zusammen mit Daniela Făiniș)
- Weitere Einzelschauen in Berlin, Botoșani, Brüssel, Bukarest und Timișoara.

### Gruppenausstellungen
- 1979: Corning Museum of Glass, New York
- 1982: Musée des Arts Décoratifs, Paris
- Weitere Teilnahmen an Ausstellungen in Kanazawa, Luzern und Valencia.

## Werke im öffentlichen Besitz
Neben den Museen in Buzău, Dorohoi, Medgidia, Tulcea sowie Valencia, befinden sich Dionisies Werke noch in folgenden Sammlungen:
- Corning Museum of Glass, New York
- Muzeul de Artă Vizuală Galaţi, Galați
- Muzeul Țării Crișurilor, Großwardein, Rumänien
- Schloss Lemberk, Okres Liberec, Tschechien
- Kunstsammlung der Veste Coburg, Coburg